# Grand Prix d'Adyguée
Le Grand Prix d'Adyguée est une course cycliste par étapes disputée en Russie. Créée en 2010, la course fait partie de l'UCI Europe Tour en catégorie 2.2. Elle est par conséquent ouverte aux équipes continentales professionnelles russes, aux équipes continentales, à des équipes nationales et à des équipes régionales ou de clubs. Les UCI ProTeams (première division) ne peuvent pas participer.

## Palmarès
| Année | Vainqueur       | Deuxième          | Troisième           |
| ----- | --------------- | ----------------- | ------------------- |
| 2010  | Vitaliy Popkov  | Oleksandr Sheydyk | Valery Valynin      |
| 2011  | Kirill Sinitsyn | Sergey Firsanov   | Evgeny Reshetko     |
| 2012  | Ilnur Zakarin   | Sergey Firsanov   | Alexander Budaragin |
| 2013  | Andriy Khripta  | Vitaliy Popkov    | Ilnur Zakarin       |
| 2014  | Ilnur Zakarin   | Sergueï Lagoutine | Sergey Firsanov     |
| 2015  | Sergey Firsanov | Sergey Nikolaev   | Maxim Pokidov       |